# بودینگ
بودینگ (به فرانسوی: Buding) یک کمون در فرانسه است که در Canton of Metzervisse واقع شده‌است.

## خصوصیات
بودینگ ۶٫۳۶ کیلومترمربع مساحت و ۵۲۴ نفر جمعیت دارد و ۲٬۵۰۰ متر بالاتر از سطح دریا واقع شده‌است.